# Kosalar (Qazax)
Kosalar è un comune dell'Azerbaigian situato nel distretto di Qazax.